# フロリーヌ・ラングウェイル
フロリーヌ・ラングウェイル（Florine Langweil、旧姓 Ebstein、1861年9月10日 - 1958年）はフランスの美術商、収集家である。

## 略歴
フランス アルザス地方のヴィンツェンハイムの貧しいユダヤ人の家に生まれた。1881年に両親が没した後、パリに出て、アルザスの特産品を扱う、いとこの家に住んだ。パリで骨董品を商う25歳、年上のボヘミア生まれのシャルル・ラングウェイルと知り合い1885年に結婚し、2人の娘をもうけた。1人は画家となるベルト・ヌフラールである。夫は経済的に安定した生活をもたらしたが、1893年に夫は家を出た。

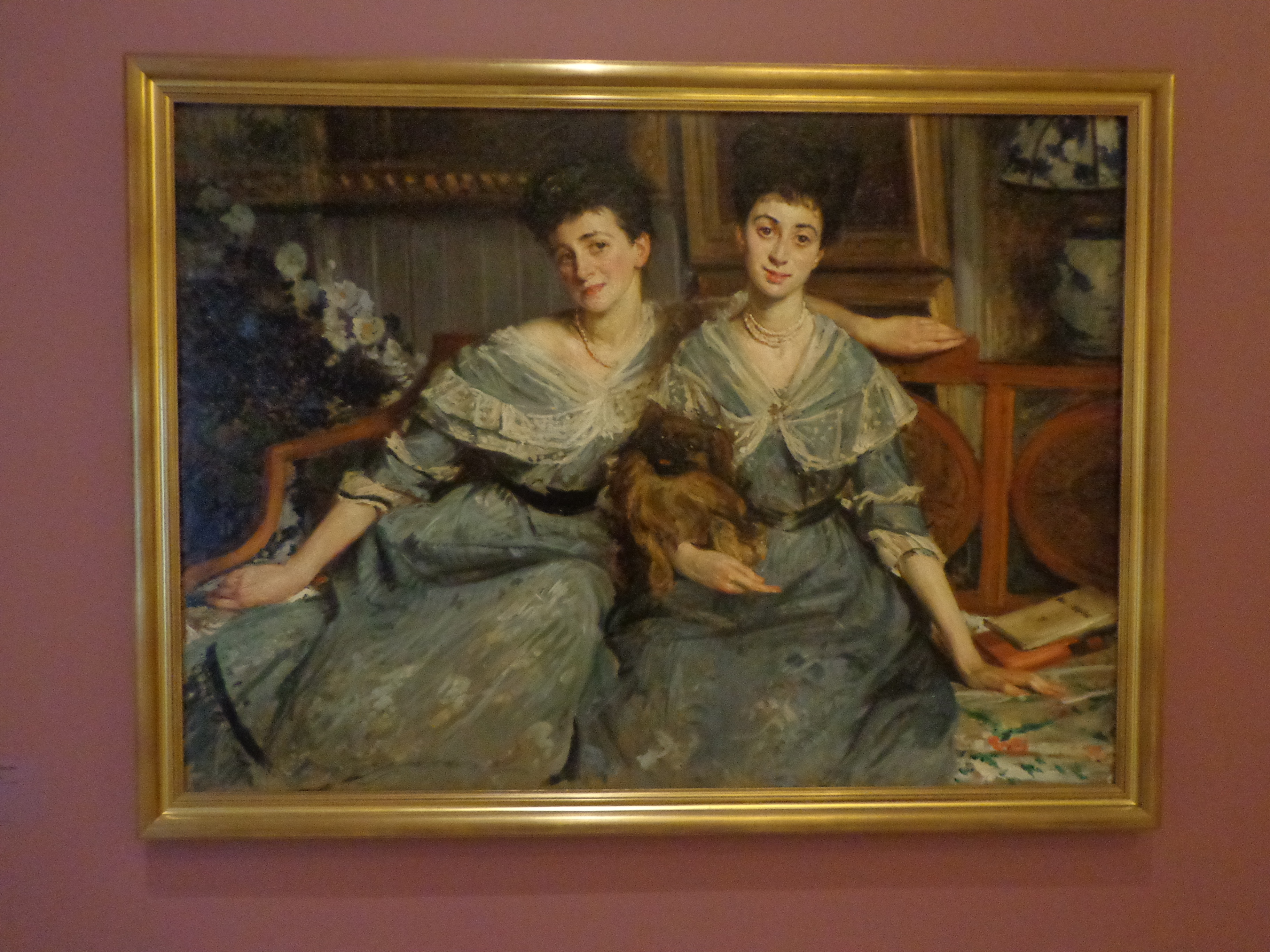
『ラングウェイル婦人の2人の娘』
(画)ジャック＝エミール・ブランシュ

フロリーヌ・ラングウェイルは商売にならない骨董品の仕事から、中国や日本など、極東の美術品を扱う仕事に変え、「ジャポニズム」が熱狂的になっていたことを背景に有名人を顧客に持ち、仕事は大成功を収めた。近代的なキャバレー、「シャノアール」の舞台監督として有名になっていたアンリ・リヴィエールとも親しい友人となった。
地方やロンドンに、娘たちを家庭教師に預けて出張し、10年程たった1903年には新しい店を買い、開業した。フランスの博物館の館員のArsène Alexandreは開業時にその店を「商売のための店というより、魔術的で国際的な女主人のいる千夜一夜物語の家のように感じられる。」と評した。ラングウェイルは極東美術の専門家として尊ばれ、いくつかの出版物に専門家として意見が引用された。さらに10年たった後の1913年に豊かな財産を築いて、仕事から引退した。ホテルであった建物を購入し、美術コレクションを収納し、そのホテルに住んだ。
故郷であるアルザスに貢献するために、1914年にコルマールにある美術館（Unterlinden Museum）に極東の美術品を寄贈した。第一次世界大戦がはじまると、避難民の救援や、自宅に負傷者のための病床を設ける活動や、1916年にパリの芸術家を集めて、義捐資金を得るための展覧会を組織した。その後も、アルザスをモチーフにした数冊の絵本で知られるアンシ（本名ジャン＝ジャック・ヴァルツ）とともにアルザスの教育のための賞の資金を寄付するなどし、1935年にレジオンドヌール勲章を受勲した。
第二次世界大戦が始まると、ユダヤ人であったラングウェイルは娘夫妻とトゥールーズに逃れドルドーニュに家を買って隠れて過ごした。アンリ・リヴィエールもこの家に住んだ。コレクションはドイツ軍に押収され、1949年に 芸術回復委員会 (Commission de Récupération Artistique) によって返還された。